# Pasirgeulis
Pasirgeulis is een bestuurslaag in het regentschap Ciamis van de provincie West-Java, Indonesië. Pasirgeulis telt 2994 inwoners (volkstelling 2010).